# ビラースプル-ナーグプル・ヴァンデ・バーラト急行
ビラースプル-ナーグプル・ヴァンデ・バーラト急行（英語: Bilaspur–Nagpur Vande Bharat Express）は、インドの優等列車であるヴァンデ・バーラト急行のうち、ビラースプルとナーグプルを結ぶ列車である。

## 概要
インドの都市・ビラースプルのビラースプル・ジャンクション駅とナーグプルのナーグプル・ジャンクション駅を結ぶ列車。土曜日を除いた週6日に1往復が運行しており、両都市を5時間30分で結ぶ。6番目のヴァンデ・バーラト急行として2022年12月11日に出発式が行われ、翌12月12日から本格的な営業運転を開始した。
車両については、当初16両編成が使用されていたが、利用率が55 - 75 %と低迷していた事から2023年5月以降8両編成に変更されている。

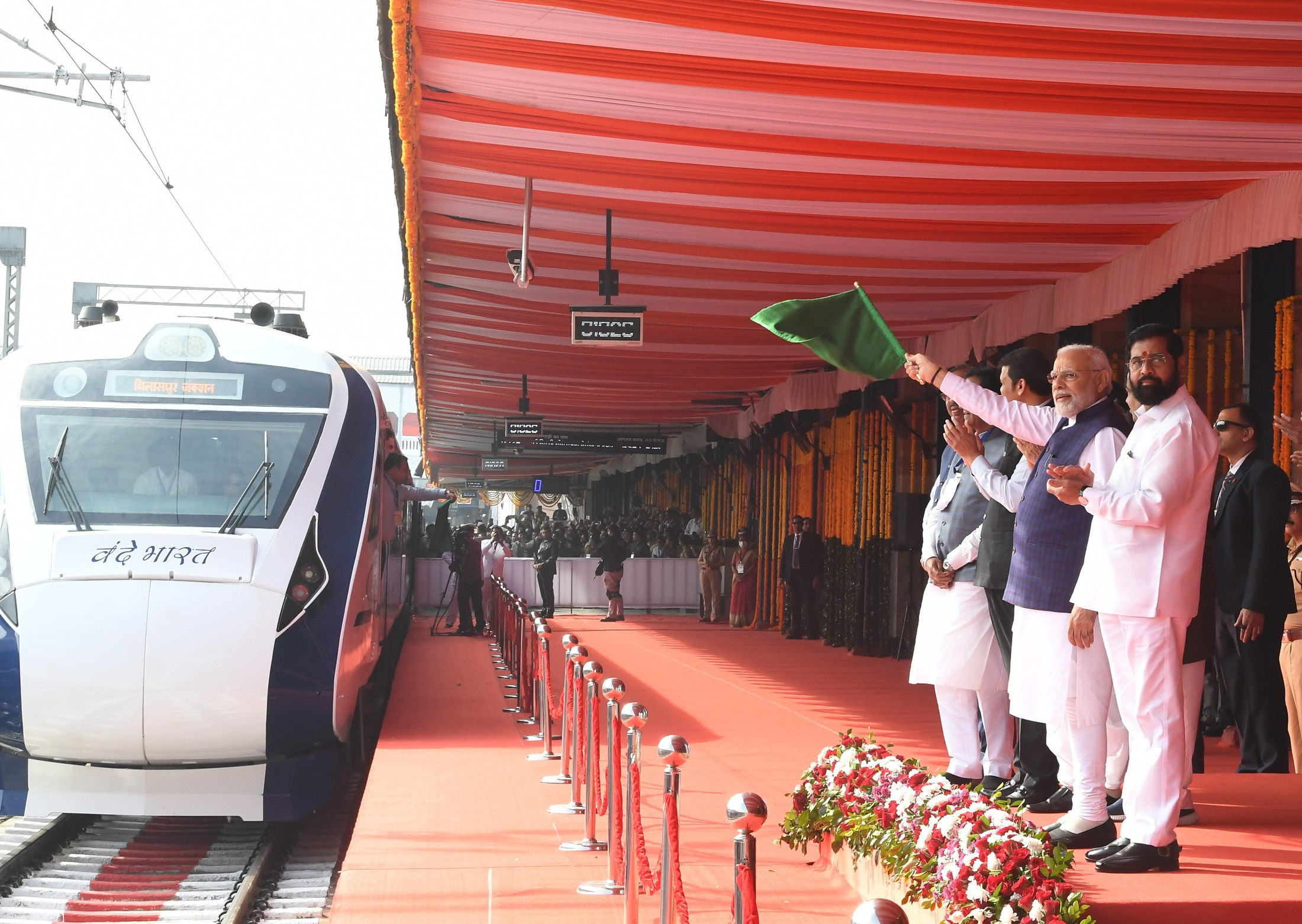
2022年12月11日に実施された出発式